# Kaderakte
Die Kaderakte war ein Dossier über jeden Beschäftigten in der DDR, welches dienstliche und private Leistungen, Verhaltensweisen und Verfehlungen beinhaltete und bei einem  Wechsel des Arbeitsplatzes an den neuen Betrieb weitergereicht wurde. Sie ist nur bedingt mit der Personalakte vergleichbar. Eine Einsicht in die Akte erhielten der Betroffene nicht. 

## Gemeinsamkeiten mit der Personalakte
Erfüllung und Übererfüllung des Plansolls von Arbeitnehmern wurde in der Kaderakte ebenso vermerkt wie Verfehlungen, bei einem Wechsel des Arbeitsplatzes wurde die Kaderakte – quasi als Arbeitszeugnis – an die Kaderabteilung des neuen Betriebs weitergegeben.

## Unterschiede zur Personalakte
Nach sozialistischer Weltanschauung existierte keine wirkliche Trennung zwischen Berufs- und Privatleben. Die Befolgung sozialistischer Wertmaßstäbe wurde folglich in beiden Bereichen gleichermaßen gefordert. In Beurteilungen lautete das entsprechende Stichwort „Klassenstandpunkt“. Im Gegensatz zu Polizei- und Stasiakten besaß jeder berufstätige Bürger ganz offiziell eine Kaderakte. Verfehlungen – wie z. B. zeitweise das Abhören von Westsendern – wurden daher auch in der Kaderakte vermerkt. Ein verbrieftes Einsichtsrecht von Seiten des Arbeitnehmers existierte nicht, folglich auch keine offizielle Widerspruchsmöglichkeit. Entsprechend den niedrigen Datenschutzstandards in den sozialistischen Ländern standen Kaderakten sämtlichen Behörden zur Verfügung. Dazu war weder ein richterlicher Beschluss noch eine Information oder gar Zustimmung des Arbeitnehmers erforderlich.
Wegen ihrer brisanten Inhalte und weil ohne eine Kaderakte ein Wechsel der Arbeitsstelle unmöglich war, kann die Kaderakte als ein Instrument der Gängelung bezeichnet werden.
Nach der Wende wurden die Kaderakten als Personalakten weitergeführt, sämtliche Hinweise auf nichtdienstliche Vorgänge wurden jedoch, spätestens auf Verlangen des Arbeitnehmers, entfernt.

## Ursprung
Im 19. Jahrhundert gab es das Arbeitsbuch für ostelbische Landarbeiter, welches Historiker als Pendant zur Kaderakte ansehen. Danach war ein Arbeitsbuch bis 1933 nur für Lehrlinge üblich. Am 26. Februar 1935 wurde es mit dem Gesetz über die Einführung eines Arbeitsbuches (RGBl. I, S. 311) für alle Erwerbstätigen zur Pflicht.